# Daisy Earles
Daisy Earles (født Hilda E. Schneider, 29. april 1907, død 15. marts 1980) var en tysk-amerikansk sideshow-entertainer og filmskuespillerinde. 
Hendes store skønhed[kilde mangler] og lille kropsbygning gjorde at hun også blev kaldt "Lilleputternes Mae West"[kilde mangler].
Hun medvirkede også på film.
Søster til Harry Earles.

## Filmografi
- Three-Ring Marriage (1928)
- Freaks (1932)
- Troldmanden fra Oz (1939)